# 7,3 cm Propagandawerfer 41
A 7,3 cm Propagandawerfer 41 (rövidítve 7,3 cm Pr.W. 41 vagy 7,3 cm PrW 41, magyarul 7,3 cm-es propagandavető 41) egy német gyártmányú rakétaindító eszköz, melyet a második világháború folyamán használtak.

## Történet
1936-tól kísérletek folytak egy 7,3 cm-es rakéta-meghajtású gránát kifejlesztésére. A kísérletben részt vett a Rheinmetall-Borsig AG. és a Luftwaffe tarnewitzi próbaállomása. Eredetileg a Luftwaffe számára kifejlesztett repesz hajtású rakéta hajtóművét felhasználva, létrehoztak egy tábori eszközt, amit 1941-ben a Wehrmacht rendszerbe állított 7,3 cm Pr.W. 41 jelöléssel. A vető csövekből és L alakú vasakból összehegesztett szerkezet volt. Talpból és a rakéta megvezetésére és kilövésére szolgáló keretből állt. A hozzátartozó rakéta a PrGs 41 (Propaganda Geschoss 41) típusjelöléssel lett rendszerbe állítva.
A Pr.W. 41 aknavetőt minden hadszíntéren bevetették. A nyugati fronton angol és francia nyelvű, a keleti fronton orosz nyelvű, a magyarországi harcokban pedig orosz és bolgár nyelvű röplapokat terjesztettek vele.